# UN-Klimakonferenz in Berlin 1995
Die UN-Klimakonferenz in Berlin fand vom 28. März bis zum 7. April 1995 in Berlin statt; sie war die erste Weltklimakonferenz (United Nations Climate Change Conference, UNCCC) im Rahmen der auf der Konferenz der Vereinten Nationen über Umwelt und Entwicklung im Juni 1992 im brasilianischen Rio de Janeiro beschlossenen Klimarahmenkonvention der Vereinten Nationen und damit die erste der seither in aller Regel jährlich stattfindenden Vertragsstaatenkonferenzen (Conference of the Parties), also COP 1.

## Ergebnisse
Drei Jahre nachdem die UN-Klimarahmenkonvention von 154 Staaten und der Europäischen Union auf dem „Erdgipfel Rio“ unterzeichnet worden war, kamen in Berlin Vertreter von 160 Staaten zur ersten Vertragsstaatenkonferenz zusammen, um über die Reduktion der Treibhausgas-Emissionen zu diskutieren. Ziel war die Vereinbarung von Bedingungen, um die Ziele der Klimarahmenkonvention zu erreichen – sie verpflichtete die Industriestaaten, ihre Treibhausgas-Emissionen bis zum Jahr 2000 auf den Stand von 1990 reduzieren Die Konferenzteilnehmer konnten sich aber nicht auf völkerrechtlich bindende Vereinbarungen einigen.
Einigen konnten sich die Teilnehmenden allerdings aber auf ein „Berliner Mandat“ mit folgenden Vereinbarungen:
- Einleitung eines Prozesses, der es den Ländern ermöglichen sollte, wichtige Vorkehrungen für die Zeit nach 2000 zu treffen, mit dem Ziel rechtlich bindender Zusagen der Industriestaaten;
- Eingeständnis, dass die Vereinbarungen der Klimarahmenkonvention nicht ausreichend waren, um den Klimawandel abzuschwächen;
- Eröffnung von Verhandlungen zur Einigung auf verbindliche Klimaschutz-Vereinbarungen.

Die Diskussionen während der Konferenz zeigten große Differenzen zwischen den europäischen Ländern und den Vereinigten Staaten: Während Bundeskanzler Helmut Kohl vor dem Treibhauseffekt warnte und erklärte, bis „1997 müssen wir uns auf ein Klimaschutzprotokoll geeinigt haben“, beklagte Tim Wirth, United States Under Secretary of State im US-Außenministerium und Leiter der amerikanischen Delegation, die fehlende Zustimmung der US-Wählerschaft zum Klimaschutz; Wirth erklärte: „This issue is just not on the radar screen in the United States. It’s a very frustrating position to be in.“ („Dieses Thema ist in den Vereinigten Staaten einfach nicht auf dem Radarschirm. An dieser Stelle zu sein, ist eine sehr frustrierende Position.“) Die Vereinigten Staaten – weltweit für die meisten Treibhausgas-Emissionen verantwortlich – verzögerten die Verhandlungen in Berlin.